# La tragedia de un hombre ridículo
La tragedia de un hombre ridículo (italiano: La tragedia di un uomo ridicolo) es una película italiana de 1981 dirigida por Bernardo Bertolucci. Está protagonizada por Anouk Aimée y Ugo Tognazzi, que recibió el Premio al Mejor Actor Masculino en el Festival de Cine de Cannes de 1981 por su actuación.
En su crítica, Vincent Canby la describe como «la nueva película, muy buena y tentadora, de Bernardo Bertolucci, Tragedia de un hombre ridículo, la historia de lo que puede o no ser un secuestro terrorista del tipo que ha estado haciendo titulares italianos con creciente frecuencia en los últimos años».

## Sinopsis
Un empresario de la industria quesera atraviesa por una crisis personal y sentimental por el secuestro de su hijo.

## Reparto
- Ugo Tognazzi - Primo Spaggiari
- Anouk Aimée - Barbara Spaggiari
- Laura Morante - Laura
- Victor Cavallo - Adelfo
- Olimpia Carlisi - Palm reader
- Vittorio Caprioli - Marshal
- Renato Salvatori - Colonel
- Ricky Tognazzi - Giovanni Spaggiari
- Gianni Migliavacca
- Margherita Chiari - criada